# The Best of Al Caiola
The Best of Al Caiola è un album discografico di raccolta del chitarrista statunitense Al Caiola, pubblicato dalla casa discografica United Artists Records nel novembre del 1963.

## Tracce
Lato A
1. The Magnificient Seven – 2:01 (Elmer Bernstein) – Tratto dall'album: The Theme from The Magnificent Seven and Other Favorites (1961)
2. Calcutta – 2:13 (Heino Gaze) – Tratto dall'album: Golden Hit Instrumentals (1961)
3. Guitar Boogie – 2:14 (Arthur Smith) – Tratto dall'album: Solid Gold Guitar (1962)
4. The Guns of Navarone – 2:36 (Dimitri Tiomkin) – Tratto dall'album: Solid Gold Guitar (1962)
5. Antony and Cleopatra Theme – 2:49 (Alex North) – Tratto dall'album: Cleopatra and All That Jazz (1963)
6. Quando, quando, quando – 2:37 (Tony Renis, Alberto Testa) – Tratto dall'album: Ciao! (1963)

Lato B
1. Bonanaza – 2:16 (Ray Evans, Jay Livingston) – Tratto dall'album: Golden Hit Instrumentals (1961)
2. Moon River – 2:38 (Henry Mancini) – Tratto dall'album: Solid Gold Guitar (1962)
3. Experiment in Terror – 2:57 (Henry Mancini) – Pubblicato in formato singolo, United Artists Records, UA 438[2]
4. Bali Hai – 3:15 (Oscar Hammerstein II, Richard Rodgers) – Tratto dall'album: Paradise Village (1963)
5. Love Is Like Champagne – 2:49 (Norbert Glanzberg, Carl Sigman) – Pubblicato in formato singolo, United Artists Records, UA 499[3]
6. Theme from The Brothers Grimm – 2:03 (Bob Merrill) – Tratto dall'album: His Golden Guitar and the Manhattan Strings (1962)

## Musicisti
- Al Caiola - chitarra, arrangiamenti
- Altri musicisti non accreditati

Note aggiuntive
- Norman Art Studio, Chicago - design copertina album
- Denis Hyland - note retrocopertina album[5]